# Saison 2011-2012 du MC Alger
Cet article traite la saison 2011-2012 du Mouloudia Club d'Alger (football). Les matchs se déroulent essentiellement en Championnat d'Algérie de football 2011-2012, en Coupe d'Algérie de football 2011-2012 mais aussi en Ligue des Champions d'Afrique 2011.

## Championnat

### Résultats
| Championnat d'Algérie de football 2011-2012 Journée 5 | MC Alger | 3-1 | CA Bordj Bou Arreridj | Stade de Rouiba |  |
|                                                       |          |     |                       |                 |  |

| Championnat d'Algérie de football 2011-2012 Journée 6 | ASO Chlef | 1-0 | MC Alger | Stade Mohamed Boumezrag |  |
|                                                       |           |     |          |                         |  |

| Championnat d'Algérie de football 2011-2012 Journée 7 | MC Alger | 0-0 | USM Alger | Stade du 5 juillet 1962 |  |
|                                                       |          |     |           |                         |  |

| Championnat d'Algérie de football 2011-2012 Journée 8 | ES Setif | 2-2 | MC Alger | Stade du 8 mai 1945 |  |
|                                                       |          |     |          |                     |  |

| Championnat d'Algérie de football 2011-2012 Journée 9 | MC Alger | 2-2 | USM Annaba | Stade du 5 juillet 1962 |  |
|                                                       |          |     |            |                         |  |

| Championnat d'Algérie de football 2011-2012 Journée 10 | WA Tlemcen | 1-2 | MC Alger | Complexe sportif Akid Lotfi |  |
|                                                        |            |     |          |                             |  |

| Championnat d'Algérie de football 2011-2012 Journée 11 | MC Alger | 0-0 | JSM Béjaïa | Stade du 20 août |  |
|                                                        |          |     |            |                  |  |

| Championnat d'Algérie de football 2011-2012 Journée 12 | USM El Harrach | 1-0 | MC Alger | Stade du 1er novembre |  |
|                                                        |                |     |          |                       |  |

| Championnat d'Algérie de football 2011-2012 Journée 13 | MC Alger | 0-0 | MC Saïda | Stade de Rouiba |  |
|                                                        |          |     |          |                 |  |

| Championnat d'Algérie de football 2011-2012 Journée 14 | USM Blida | 1-0 | MC Alger | Stade Mohamed Boumezrag |  |
|                                                        |           |     |          |                         |  |

| Championnat d'Algérie de football 2011-2012 Journée 15 | MC Alger | 1-1 | JS Kabylie | Stade du 5 juillet 1962 |  |
|                                                        |          |     |            |                         |  |

| Championnat d'Algérie de football 2011-2012 Journée 16 | MC Alger | 3 - 1 | MC El Eulma | Stade du 5 juillet 1962 |  |
|                                                        |          |       |             |                         |  |

| Championnat d'Algérie de football 2011-2012 Journée 17 | MC Alger | 0-0 | AS Khroub | Stade du 5 juillet 1962 |  |
|                                                        |          |     |           |                         |  |

| Championnat d'Algérie de football 2011-2012 Journée 18 | MC Oran | 1 - 1 | MC Alger | Stade Ahmed-Zabana |  |
|                                                        |         |       |          |                    |  |

| Championnat d'Algérie de football 2011-2012 Journée 19 | MC Alger | 1 - 1 | CR Belouizdad | Stade du 5 juillet 1962 |  |
|                                                        |          |       |               |                         |  |

| Championnat d'Algérie de football 2011-2012 Journée 20 | CA Bordj Bou Arreridj | 1 - 1 | MC Alger | Stade 20 août 1955 |  |
|                                                        |                       |       |          |                    |  |

| Championnat d'Algérie de football 2011-2012 Journée 21 | MC Alger | 0 - 1 | ASO Chlef | Stade du 5 juillet 1962 |  |
|                                                        |          |       |           |                         |  |

| Championnat d'Algérie de football 2011-2012 Journée 22 | USM Alger | 1 - 2 | MC Alger | Stade du 5 juillet 1962 |  |
|                                                        |           |       |          |                         |  |

| Championnat d'Algérie de football 2011-2012 Journée 23 | MC Alger | 1 - 1 | ES Setif | Stade du 5 juillet 1962 |  |
|                                                        |          |       |          |                         |  |

| Championnat d'Algérie de football 2011-2012 Journée 24 | USM Annaba | 2 - 1 | MC Alger | Stade du 19 mai 1956 |  |
|                                                        |            |       |          |                      |  |

| Championnat d'Algérie de football 2011-2012 Journée 25 | MC Alger | 1 - 0 | WA Tlemcen | Stade du 5 juillet 1962 |  |
|                                                        |          |       |            |                         |  |

| Championnat d'Algérie de football 2011-2012 Journée 26 | JSM Béjaïa | 1 - 1 | MC Alger | Stade de l'Unité Maghrébine |  |
|                                                        |            |       |          |                             |  |

| Championnat d'Algérie de football 2011-2012 Journée 27 | MC Alger | 2 - 0 | USM El Harrach | Stade du 5 juillet 1962 |  |
|                                                        |          |       |                |                         |  |

| Championnat d'Algérie de football 2011-2012 Journée 28 | MC Saïda | 2 - 1 | MC Alger | Stade 13 Avril 1958 |  |
|                                                        |          |       |          |                     |  |

| Championnat d'Algérie de football 2011-2012 Journée 29 | MC Alger | 1 - 0 | USM Blida | Stade du 5 juillet 1962 |  |
|                                                        |          |       |           |                         |  |

| Championnat d'Algérie de football 2011-2012 Journée 30 | JS Kabylie | 0 - 0 | MC Alger | Stade du 1er novembre 1954 |  |
|                                                        |            |       |          |                            |  |

## Coupe d'Afrique du Nord
| Coupe nord-africaine 1/2 finales (aller) | Al-Ittihad Tripoli | 0-1 | MC Alger | Stade du 11 Juin |  |
|                                          |                    |     |          |                  |  |

| Coupe nord-africaine 1/2 finales (retour) | MC Alger | 0-0 | Al-Ittihad Tripoli | Stade de Rouiba |  |
|                                           |          |     |                    |                 |  |

| Coupe nord-africaine Finale (aller) | Club africain | 2-0 | MC Alger | Stade du 7-Novembre, Radès |  |
|                                     |               |     |          |                            |  |

| Coupe nord-africaine Finale (retour) | MC Alger | 1-1 | Club africain | Stade du 5 juillet 1962 |  |
|                                      |          |     |               |                         |  |

## Ligue des Champions d'Afrique
| Ligue des champions d'Afrique 1er tour (aller) | Real de Bangui | 1-1 | MC Alger | Bangui |  |
|                                                |                |     |          |        |  |

| Ligue des champions d'Afrique 1er tour (retour) | MC Alger | 2-0 | Real de Bangui | Rouiba |  |
|                                                 |          |     |                |        |  |

| Ligue des champions d'Afrique 2e tour (aller) | Dynamos FC | 4-1 | MC Alger | Zimbabwe National Stadium |  |
|                                               |            |     |          |                           |  |

| Ligue des champions d'Afrique 2e tour (retour) | MC Alger | 3-0 | Dynamos FC | Bologhine |  |
|                                                |          |     |            |           |  |

| Ligue des champions d'Afrique 3e tour (aller) | Inter Luanda | - | MC Alger | Stade du 22 juin |  |
|                                               |              |   |          |                  |  |

| Ligue des champions d'Afrique 3e tour (retour) | MC Alger | - | Inter Luanda | Bologhine |  |
|                                                |          |   |              |           |  |